# Jásd, Veszprém
Jásd  este un sat în districtul Várpalota, județul Veszprém, Ungaria, având o populație de 769 de locuitori (2011). 

## Demografie
Componența etnică a satului Jásd
     Maghiari (92,52%)
     Slovaci (5,92%)
     Necunoscut (0,85%)
     Germani (0,71%)
     Alții (0,85%)
Componența confesională a satului Jásd
     Romano-catolici (70,87%)
     Fără religie (4,42%)
     Reformați (2,34%)
     Necunoscută (20,68%)
     Alte religii (2,73%)
Conform recensământului din 2011, satul Jásd avea 769 de locuitori. Din punct de vedere etnic, majoritatea locuitorilor (92,52%) erau maghiari, cu o minoritate de slovaci (5,92%). Apartenența etnică nu este cunoscută în cazul a 0,85% din locuitori.  Din punct de vedere confesional, majoritatea locuitorilor (70,87%) erau romano-catolici, existând și minorități de persoane fără religie (4,42%) și reformați (2,34%). Pentru 20,68% din locuitori nu este cunoscută apartenența confesională.